# Маркис, Венсан
Венсан Маркис (фр. Vincent Marquis, род. 15 апреля 1984 года, Квебек, Квебек, Канада) — канадский фристайлист, участник Олимпийских игр 2010 года. Бронзовый призёр чемпионата мира 2009 года в могуле, Многократный призёр этапов кубка мира по фристайлу.

## Биография
Родители Венсана — Франсуа Маркис и Николь Морин. Младший брат — Филипп Маркис — призёр чемпионата мира 2015 года в параллельном могуле. Маркис говорит на обоих государственных языках Канады, учится в университете Лаваля на физиотерапевта. Любит играть в хоккей, футбол и американский футбол.
В марте 2004 года сделал операцию на левом колене из-за болей, которые беспокоили его в ходе сезона.

## Спортивная карьера
В сезоне 2003/04 Венсан Маркис стал 40-м в общем зачёте кубка мира, лучший результат — 6-е место в могуле на этапе в Мон-Трамблан (Канада). В следующем сезоне с лучшим 13-м местом на этапе в Инавасиро (Япония) стал 33-м в общем зачёте. В сезоне 2005—2006 года высоких результатов не показывал и не набрал очков вообще. В следующем сезоне спортсмену покорился первый подиум — второе место на этапе в Дир-Вэлли (США), в общем зачёте кубка мира он стал 9-м в параллельном могуле и 11-м в могуле. В сезоне 2007—2008 года Маркис победил на этапе в Дир-Вэлли и ещё трижды поднимался на подиум, что привело его к третьему месту в общем зачёте в могуле. По окончании сезона 2008/09 он опять стал третьим в могуле. По ходу сезона спортсмену покорилось два подиума: первое место в Мон-Габриел (Канада) и третье — в Аре (Швеция), при этом оба подиума он поделил со своими партнёрами по команде Александром Билодо и Пьер-Александром Руссо. Подиумом отметился и в сезоне 2009—2010 годов, завоевав серебро на этапе в Калгари (Канада).
На своём дебютном чемпионате мира в 2009 году стал бронзовым призёром в могуле и стал 4-м в параллельном могуле. На Олимпийских играх Венсан Маркис дебютировал в 2010 году, где стал 4-м в могуле.